# Nadia Ejjafini
Nadia Ejjafini (in arabo نادية الجفيني‎?; Rabat, 8 novembre 1977) è una mezzofondista e maratoneta marocchina con cittadinanza bahreinita naturalizzata italiana, detentrice del record italiano di mezza maratona.

## Biografia
Di origini marocchine, Nadia ha rappresentato il suo paese fino al 2002. Nel 2003 è infatti passata alla nazionale del Bahrein fino all'8 dicembre 2009. Per il Bahrein ha partecipato alle Olimpiadi di Atene 2004 nella maratona, dove sì è però ritirata. Selezionata sempre per il Bahrein anche per Pechino, non prende parte al via della maratona. Nel 2007 si è sposata con Andrea Laddaga, grazie al quale, dal 2009, ha acquisito la nazionalità italiana e con il quale, nel 2010, ha avuto una figlia, Sara. Il 16 ottobre 2011 ha battuto il record italiano nella mezza maratona con un tempo di 1h08'27" corso a Cremona. Nello stesso anno è arrivata sesta alla maratona di Francoforte, migliorando il suo tempo personale di 11 minuti (2h26'15"), riuscendo così a qualificarsi per i Giochi olimpici di Londra 2012 dove ha gareggiato nei 5000 m e nei 10000 m.

## Record nazionali
Record nazionali italiani
- Mezza maratona: 1h08'27" ( Cremona, 16 ottobre 2011)

## Progressione

### 5000 metri piani
| Stagione | Risultato | Luogo          | Data       | Rank. Mond. |
| -------- | --------- | -------------- | ---------- | ----------- |
| 2012     | 15'16"54  | Helsinki       | 28-6-2012  | -           |
| 2011     | 15'28"70  | Heusden-Zolder | 16-7-2011  | -           |
| 2007     | 15'49"74  | Hyderabad      | 17-10-2007 | -           |
| 2006     | 15'22"39  | Hengelo        | 28-5-2006  | -           |
| 2003     | 16'09"04  | Ostia          | 29-6-2003  | -           |

### 10000 metri piani
| Stagione | Risultato | Luogo            | Data       | Rank. Mond. |
| -------- | --------- | ---------------- | ---------- | ----------- |
| 2011     | 32'14"63  | Oslo             | 4-6-2011   | -           |
| 2007     | 32'29"53  | Il Cairo         | 23-11-2007 | -           |
| 2006     | 33'19"3   | Villanova d'Asti | 25-4-2006  | -           |
| 1999     | 33'59"3   | Rabat            | 18-5-1999  | -           |

### 10 km
| Stagione | Risultato | Luogo          | Data       | Rank. Mond. |
| -------- | --------- | -------------- | ---------- | ----------- |
| 2011     | 32'17"    | L'Aia          | 22-5-2011  | -           |
| 2009     | 32'13"    | Cape Elizabeth | 1-8-2009   | -           |
| 2008     | 32'31"    | Cardiff        | 17-7-2008  | -           |
| 2007     | 32'10"    | Houilles       | 30-12-2007 | -           |
| 2006     | 31'57"    | Brunssum       | 2-4-2006   | -           |

### Mezza maratona
| Stagione | Risultato | Luogo   | Data       | Rank. Mond. |
| -------- | --------- | ------- | ---------- | ----------- |
| 2011     | 1h08'27"  | Cremona | 16-10-2011 | -           |
| 2009     | 1h11'38"  | Ravenna | 31-5-2009  | -           |
| 2007     | 1h10'38"  | Milano  | 1-4-2007   | -           |
| 2006     | 1h10'43"  | Ostia   | 5-3-2006   | -           |
| 2003     | 1h15'30"  | Parigi  | 31-8-2003  | -           |

### Maratona
| Stagione | Risultato | Luogo       | Data       | Rank. Mond. |
| -------- | --------- | ----------- | ---------- | ----------- |
| 2011     | 2h26'15"  | Francoforte | 30-10-2011 | -           |
| 2007     | 2h37'25"  | Milano      | 2-12-2007  | -           |
| 2005     | 2h41'51"  | Helsinki    | 14-8-2005  | -           |
| 2004     | 2h39'26"  | Napoli      | 9-5-2004   | -           |
| 2003     | 2h38'39"  | Saint-Denis | 31-8-2003  | -           |

## Palmarès
| Anno                           | Manifestazione      | Sede         | Evento         | Risultato | Prestazione | Note                          |
| ------------------------------ | ------------------- | ------------ | -------------- | --------- | ----------- | ----------------------------- |
| In rappresentanza del Marocco  |                     |              |                |           |             |                               |
| 1998                           | Campionati africani | Dakar        | 5000 m piani   | 6ª        |             |                               |
| 1999                           | Giochi panarabi     | Amman        | Mezza maratona | Oro       | 1h16'36"    |                               |
| In rappresentanza del Bahrein  |                     |              |                |           |             |                               |
| 2003                           | Mondiali di cross   | Losanna      | Breve (sr)     | 33ª       | 13'41"      |                               |
| 2003                           | Mondiali di cross   | Losanna      | Lunga (sr)     | 30ª       | 28'13"      |                               |
| 2003                           | Mondiali            | Saint-Denis  | Maratona       | 44ª       | 2h38'39"    |                               |
| 2004                           | Mondiali di cross   | Bruxelles    | Lunga (sr)     | 41ª       | 28'38"      |                               |
| 2004                           | Giochi olimpici     | Atene        | Maratona       | dnf       | dnf         |                               |
| 2004                           | Giochi panarabi     | Algeri       | Mezza maratona | Bronzo    | 1h18'08"    |                               |
| 2005                           | Mondiali            | Helsinki     | Maratona       | 41ª       | 2h41'51"    |                               |
| 2006                           | Giochi asiatici     | Doha         | 5000 m piani   | 4ª        | 15'45"43    |                               |
| 2007                           | Giochi panarabi     | Il Cairo     | 10000 m piani  | Oro       | 32'29"53    |                               |
| In rappresentanza dell' Italia |                     |              |                |           |             |                               |
| 2011                           | Mondiali di cross   | Punta Umbría | Seniores       | 34ª       | 27'03"      |                               |
| 2011                           | Europei di cross    | Velenje      | Seniores       | 4ª        | 26'13"      |                               |
| 2012                           | Europei             | Helsinki     | 5000 m piani   | 6ª        | 15'16"54    | Miglior prestazione personale |
| 2012                           | Europei             | Helsinki     | 10000 m piani  | dnf       | dnf         |                               |
| 2012                           | Giochi olimpici     | Londra       | 5000 m piani   | Batteria  | 15'24"70    |                               |
| 2012                           | Giochi olimpici     | Londra       | 10000 m piani  | 18ª       | 31'57"03    |                               |
| 2014                           | Europei             | Zurigo       | Maratona       | 12ª       | 2h32'34"    |                               |

## Campionati nazionali
2011
- Oro ai campionati italiani di maratonina - 1h08'27"
- Oro ai campionati italiani assoluti, 10000 m - 32'28"80

## Altre competizioni internazionali
2002
- Oro al Giro podistico internazionale di Castelbuono ( Castelbuono) - 19'14"

2005
- 7ª alla BOclassic ( Bolzano) - 16'25"

2006
- 17ª al Golden Gala ( Roma), 5000 m piani - 15'28"14
- Oro alla Roma-Ostia ( Roma) - 1h10'43"
- Oro alla Parelloop ( Brunssum) - 31'57"
- 7ª al Giro Media Blenio ( Dongio) - 16'25"

2007
- 4ª alla Milano Marathon ( Milano) - 2h37'25"
- Argento alla Stramilano ( Milano) - 1h10'38"
- Argento alla Roma-Ostia ( Roma) - 1h10'43"

2008
- 5ª alla Great Manchester Run ( Manchester) - 32'54"

2011
- 5ª alla Coppa Europa dei 10000 metri ( Oslo), 10 000 metri - 32'14"63 [3]
- Oro alla Coppa Europa dei 10000 metri ( Oslo), 10 000 metri a squadre - 97'50"55[3]
- 6ª alla maratona di Francoforte ( Francoforte sul Meno) - 2h26'15"
- Oro al Cross Internacional Valle de Llodio ( Llodio) - 26'03"

2012
- 10ª alla mezza maratona di Lisbona ( Lisbona) - 1h12'41"[4]
- 4ª alla Great South Run ( Portsmouth), 10 miglia - 53'55"
- Argento alla Great Manchester Run ( Manchester) - 31'52"